# Søndersø (Angel)
 For alternative betydninger, se Søndersø. (Se også artikler, som begynder med Søndersø)
Søndersø (dansk), Søndensø (ældre dansk) eller Südensee (tysk) er en ustratificeret, kalkrig sø beliggende på halvøen Angel i Sydslesvig i det nordlige Tyskland. Søen er beliggende nord for landsbyen ved samme navn. Nord for søen ligger sognebyen Sørup med Gammelbygaard. Administrativt hører søen under Sørup Kommune i Slesvig-Flensborg kreds i delstaten Slesvig-Holsten. Søens navn er den oprindelige betegnelse for landsbyen, dets anvendelse som sønavn er sekundær. Navnets første led er glda. sunnan (syd for). Navnet forklares altså ved landsbyens beliggenhed syd for søen. Søen selv hed tidligere kun Sø (dialektal æ Sjø) eller også Sørup Sø (1566).
Den 63,4 hektar store og op til 3,6 meter dybe sø har tilløb af den fra Løstrup og Mølmark kommende Vinbæk (også Løstrupå, Løstrup bæk) og har udløb i Søndersø Å, hvilken udmunder derefter i Bondeåen, en biflod til Trenen. Søndersøen regnes til en gruppe af søer i det nordlige Angel, som opstod som glaciale afløbsstrømme under Weichsel-istiden. Til denne gruppe regnes også Havetoft Sø, Sankelmark Sø, Træsø og Venerød Sø.
Hvert år i juni måned fejres der Sankthans med bål (på tysk Johannisfeuer) ved Søndersøen.